# Complot à la Maison-Blanche
Complot à la Maison-Blanche, ou Enjeu final au Québec (End Game), est un film germano-américano-canadien réalisé par Andy Cheng, sorti en 2006.

## Synopsis
L'agent spécial Alex Thomas n'a pu empêcher l'assassinat du président des États-Unis dont il était chargé d'assurer la sécurité. Plongeant depuis dans la dépression et le remords, il accepte de collaborer avec une jeune journaliste pleine de ténacité pour déjouer un nouveau complot qui menace la première puissance mondiale.

## Fiche technique
- Titre français : Complot à la Maison-Blanche
- Titre original : End Game
- Titre québécois : Enjeu final
- Réalisation : Andy Cheng
- Scénario : J.C. Pollock
- Photographie : Chuck Cohen
- Musique : Kenneth Burgomaster
- Sociétés de production : Nu Image / Millennium Films
- Société de distribution : Sony Pictures Home Entertainment
- Pays de production :  Allemagne,  États-Unis,  Canada
- Langue originale : anglais
- Durée : 93 minutes
- Dates de sortie :
  - États-Unis : 2 mai 2006 (directement en vidéo), 2 octobre 2006 sur Lifetime (télévision)

## Distribution
- Cuba Gooding Jr. (VF : Thierry Desroses ; VQ : Pierre Auger) : Alex Thomas
- Angie Harmon (VF : Juliette Degenne ; VQ : Catherine Hamann) : Kate Crawford
- James Woods (VF : Hervé Bellon ; VQ : Jean-Luc Montminy) : Vaughn Stevens
- Patrick Fabian (VF : Éric Aubrahn ; VQ : Denis Roy) : Brian Martin
- Peter Greene (VF : Patrick Laplace ; VQ : Benoît Rousseau) : Jack Baldwin
- Anne Archer (VF : Béatrice Delfe ; VQ : Claudine Chatel) : la Première dame
- Jack Scalia (VF : Daniel Beretta ; VQ : Daniel Picard) : le président Howard
- Burt Reynolds (VQ : Mario Desmarais) : Le général Montgomery
- Benito Martinez : Peter Ramsey
- David Selby (VF : Bernard Tiphaine ; VQ : Stéphane Rivard) : Arthur 'Shaker' Fuller
- Sarah Ann Schultz (VQ : Geneviève Désilets) : Janice Frost
- Todd Jensen (VQ : Denis Michaud) : Agent Smith

Légende : VQ = Version québécoise